# Ancarano
Ancarano är en ort och kommun i provinsen Teramo i regionen Abruzzo i Italien. Kommunen hade 1 884 invånare (2018).